# Horst Naumann
Pour les articles homonymes, voir Naumann.
Horst Naumann, né le 17 novembre 1925 à Dresde (Saxe) et mort le 19 février 2024 à Duisburg (Rhénanie-du-Nord - Westphalie), est un acteur allemand.

## Biographie
Horst Naumann naît le 17 novembre 1925 à Dresde, en Saxe. Après une formation de comédien, il fait ses débuts au théâtre en 1946 et au cinéma en 1953 dans les productions de la DEFA.
Il fuit en Allemagne de l'ouest en 1958 après avoir refusé d'être forcé par la Stasi de faire des films de propagande. Dans les années 1960, il devient populaire grâce à la télévision. Il a joué des rôles principaux dans les séries télévisées à succès comme Wolken über Karun (1964), Bei uns daheim (1966) et Zimmer 13 (1967). Mais il obtient ses rôles les plus populaires dans les séries des années 1980, comme La Clinique de la Forêt-Noire et surtout dans le rôle du Dr. Schröder de Das Traumschiff, série à laquelle il participe de 1986 à 2010.
Depuis les années 1970 et 1980, il joue pour la télévision et dans les théâtres de boulevard à Munich, Hambourg et Cologne. Par ailleurs, il est aussi un acteur de doublage. Il est la voix allemande de Leslie Nielsen, Lex Barker, et de Sean Connery.
En 2005, il publie son autobiographie intitulée Between Beacon and Dreamboat (Zwischen Leuchtfeuer und Traumschiff).
Horst Naumann meurt à Duisbourg le 19 février 2024 à l’âge de 98 ans.

## Filmographie
Cinéma
- 1954 : Leuchtfeuer
- 1954 : Das geheimnisvolle Wrack
- 1954 : Carola Lamberti – Eine vom Zirkus
- 1955 : Mère Courage (Mutter Courage und ihre Kinder) de Wolfgang Staudte : 2e soldat (long métrage inabouti)
- 1956 : Der Teufelskreis
- 1956 : Drei Mädchen im Endspiel
- 1957 : Alter Kahn und junge Liebe
- 1958 : U 47 – Kapitänleutnant Prien
- 1959 : Le Gang descend sur la ville (de)
- 1960 : Schick deine Frau nicht nach Italien
- 1961 : La Mystérieuse Madame Cheney
- 1961 : Am Sonntag will mein Süßer mit mir segeln gehn (de)
- 1962 : Les Fiançailles de Mariandl (Mariandls Heimkehr)
- 1962 : Freddy und das Lied der Südsee
- 1962 : Christelle et l'empereur
- 1963 : Apartment-Zauber
- 1968 : Le Médecin de Hambourg
- 1969 : Feux croisés sur Broadway
- 1969 : Nuits blanches à Hambourg
- 1970 : Un prêtre pas comme les autres
- 1972 : Vendredi sanguinaire
- 1973 : Alter Kahn und junge Liebe

Séries télévisées
- 1963 : Das Kriminalmuseum : Fünf Fotos
- 1963 : Das Kriminalmuseum : Die Nadel
- 1964 : Fernfahrer : Start 9:15 Uhr
- 1964 : Die fünfte Kolonne : Eine Puppe für Klein-Helga
- 1966 : Hafenpolizei – Der Sprung von der Brücke
- 1966 : Die fünfte Kolonne : Die ägyptische Katze
- 1967 : Zimmer 13 (13 épisodes)
- 1968 : Die fünfte Kolonne : Sonnenblumenweg 7
- 1970 : Tatort : Saarbrücken, an einem Montag
- 1978 : Le Renard : Anton Petzold (S02E02, ép. 'Musique de nuit')
- 1979 : St. Pauli-Landungsbrücken (de) : Drei Wochen im Dock
- 1986 : Derrick : Schönzeit für Mörder (L'aveu)
- 1986–1988 : La Clinique de la Forêt-Noire
- 1986–2010 : Das Traumschiff
- 2002 : Rosamunde Pilcher : Mit den Augen der Liebe
- 2010 : Rosamunde Pilcher : Lords lügen nicht

Téléfilms
- 1964 : Wolken über Kaprun
- 1966 : Bei uns daheim
- 1966 : Der Fall Rouger
- 1976 : Taxi 4012
- 2004 : L'Escale du bonheur
- 2005 : Schwarzwaldklinik – Die nächste Generation
- 2008 : Au fil du voyage
- 2009 : Lune de miel à Marrakech
- 2010 : Les Îles du bonheur

## Source de la traduction
- (de) Cet article est partiellement ou en totalité issu de l’article de Wikipédia en allemand intitulé « Horst Naumann » (voir la liste des auteurs).